# Вільна держава Ліппе
Вільна держава Ліппе (нім. Freistaat Lippe) — держава (земля) в складі Германського Рейху в період Веймарської республіки. Створено в 1918 році на місці Ліппського князівства і ліквідовано в 1947 році. Територія держави входить сьогодні до району Ліппе, що розташований в землі Північний Рейн-Вестфалія.

## Історія
Вільну державу Ліппе було створено в 1918 році на місці Ліппського князівства після листопадової революції в Німеччині і зречення влади князя Леопольда IV. В грудні 1920 року було ухвалано конституцію Вільної держави Ліппе.
Після приходу до влади нацистів і гляйхшальтунгу земель в 1933 році парламент Ліппе було розпущено і держава фактично втратила суверенітет. Після Другої світової війни територія Ліппе опинилася в Британській зоні окупації Німеччини. В 1946 році британська окупаційна влада відновила ландтаг Ліппе та призначили його членів. Невдовзі було прийнято рішення про ліквідацію держави Ліппе. В 1947 році державу Ліппе було ліквідовано, а його територія увійшла до складу новоствореної землі Північний Рейн-Вестфалія.